# Louis-Martin de Courten
Louis-Martin de Courten (* 11. November 1835 in Sierre; † 4. März 1937 in Nancy; katholisch, heimatberechtigt in Sierre) war von 1878 bis 1901 der 22. Kommandant der Päpstlichen Schweizergarde (Praefectus Helveticae Custodiae et Corporis Domini Nostri Papae).

## Leben
Graf Louis-Martin de Courten wurde als Sohn des Louis de Courten geboren. Er absolvierte zunächst das Kollegium in Sitten und begann im Jahr 1854 eine militärische Laufbahn für den Heiligen Stuhl.
Nach der Auflösung der päpstlichen Truppen 1870, zuletzt hatte er den Rang eines Hauptmanns inne, kehrte de Courten ins Wallis zurück, wo er als Sekretär und Stadtrat in Sierre von 1873 bis 1878 sowie als Unterpräfekt des Bezirks Sierre von 1877 bis 1878 eingesetzt wurde.
Papst Leo XIII. ernannte ihn 1878 zum Obersten der Schweizergarde, die Louis-Martin de Courten angesichts ihrer mangelhaften Disziplin reorganisierte. Im Jahr 1886 vermählte er sich in Pont-à-Mousson mit der Witwe Anne de Turmel.
1901 schied er aus seinem Dienst aus, verlegte seinen Wohnsitz nach Nancy und verwaltete sein Vermögen. In den Jahren von 1918 bis 1930 hielt er sich wiederholt im Wallis auf. Die Lateranverträge von 1929 sah de Courten als Desavouierung seines militärischen Engagements an, doch blieb seine Treue zum Papst und katholischen Glauben davon unbeeindruckt. Er verstarb am 4. März 1937 im Alter von 101 Jahren in Nancy.

## Auszeichnungen
- Grosses Kreuz des Ordens von Pius IX.
- Ritterkreuz des Silvesterordens
- Mentana-Kreuz
- Castelfidardo-Medaille